# ホテル・インドネシア・ケンピンスキー・ジャカルタ
ホテル・インドネシア・ケンピンスキー・ジャカルタ（尼: Hotel Indonesia Kempinski Jakarta）は、インドネシアのジャカルタ首都特別州中央ジャカルタ市にある5つ星ホテル。ジャカルタのホテルとして最古である。グランド・インドネシアとプラザ・インドネシアの2つのショッピングモールと隣接している。ジャカルタ都市高速鉄道ブンダランHI駅から徒歩圏内に位置する。

## 概要
開業当時は406室あったが、2004年の改装で289室となる。ホテルは、16階建てのラーマーヤナウィングと8階建てのガネーシャウィングの2つの建物から成り、プレジデンシャルスイートとディプロマティックスイートなどのスイートルームがある。かつてはホテルの裏庭にプールがあったが、改装の際に屋上にプールが移設された。ケンピンスキーグランドボールルームは2008年3月に開設され、展示会や結婚式場、国際会議場としての使用が可能である。

## 歴史
25,082㎡の面積を活かして、1962年にアベル・ソレンセンとその妻ウェンディ・ベッカーの設計で建築が始まる。当時のホテル使用目的は、スカルノ大統領が1962年アジア競技大会の出場者・来場者の宿泊所として確保することであった。大会後は迎賓館やイベント会場として使用されてきた。ホテル内の劇場はインドネシアの芸能界デビューの登竜門とされている。1974年までインターコンチネンタルホテルズグループが運営していた。ジャカルタの富裕層が1970年代、ディナーショーを嗜んでいた歴史も残っている。
1993年3月29日付でジャカルタ知事の令第475号により、インドネシア文化史跡に指定された。